# Heinrich Hermann (Historiker)
Heinrich Hermann (* 1. November 1793 zu Klagenfurt; † 29. Jänner 1865 ebenda) war ein österreichischer römisch-katholischer Geistlicher und Historiker.

## Leben
Hermann, der Sohn eines Zeichenlehrers, besuchte das Klagenfurter Lyzeum. Aufgrund der Förderung durch den Gurker Fürstbischof Salm und Albin Freiherr von Herbert konnte er das Studium aufnehmen. Er empfing 1814 die Priesterweihe und war anschließend an verschiedenen Orten in der Seelsorge tätig. Spätestens seit 1820 betätigte er sich als Historiker. In dieser Eigenschaft brachte er eine Vielzahl von Veröffentlichungen hervor. Im Jahr 1828 wurde er Kanzler des Konsistoriums des Bistums Gurk, 1843 dann Dechant von Gmünd und bereits im darauffolgenden Jahr, 1844, Stadtpfarrer von Klagenfurt.
Hermann erhielt 1851 einen Ruf an das Domkapitel des Bistums Lavant in St. Andrä im Lavanttal. Dort erhielt er zudem den Titel Konsistorialrat und die Professur für Pastoraltheologie. 1859 wechselte er in das Domkapitel des Bistums Gurk nach Klagenfurt. Dort war er für das Referat für Kirchenbauten sowie für die Diözesanbuchhaltung zuständig.
Hermann war ab 1857 korrespondierendes Mitglied des Historischen Vereins für Steiermark sowie ab 1858 Mitglied der Academia dei Quiriti in Rom. Am 26. Dezember 1864 wurde ihm schließlich das Ritterkreuz des Franz-Joseph-Ordens verliehen.
Hermann äußerte starke Zweifel an der von früheren Chronisten überlieferten Schlachten bei Radkersburg und bei Villach und leitete damit die spätere Widerlegung dieser Mythen ein.

## Publikationen (Auswahl)
Hermann publizierte eine Vielzahl von Beiträgen in der Zeitschrift Carinthia.
- Klagenfurt, wie es war und ist, Leon, Klagenfurt 1832.
- Ansichten von Kärnthen in 100 Bildern, Leon, Klagenfurt 1836–1844.
- Handbuch der Geschichte des Herzogthumes Kärnten, 2. Abteilung, 3 Bände, Leon, Klagenfurt 1843–1860.